# Prałatura terytorialna Corocoro
Prałatura terytorialna Corocoro (łac.: Territorialis Praelatura Corocorensis) – rzymskokatolicka jednostka podziału terytorialnego kościoła w Bolwiii obejmująca swoim zasięgiem zachodnią część kraju.
Siedziba prałata znajduje się w Patacamaya.

## Historia
Prałatura terytorialna Corocoro została utworzona przez papieża Piusa XII, 25 grudnia 1949 r. na mocy konstytucji apostolskiej Quod Christianae Plebis z wydzielenia kilkunastu parafii z archidiecezji La Paz, której została sufraganią.

## Zarządcy prałatury
| L.p. | Lata rządów                       | Imię i nazwisko                         | Informacje dodatkowe           |
| ---- | --------------------------------- | --------------------------------------- | ------------------------------ |
| 1.   | 7 marca 1953 – 14 kwietnia 1965   | bp Ubaldo Evaristo Cibrián Fernández CP | biskup tytularny Bida          |
| 2.   | 10 czerwca 1966 – 5 września 1991 | bp Jesús Agustín López de Lama CP       | biskup tytularny Casae Calanae |
| 3.   | 4 czerwca 1992 - 29 czerwca 2012  | bp Toribio Ticona Porco                 | biskup tytularny Timici        |
| 4.   | 2 lutego 2013 - 23 maja 2020      | bp Percy Galván                         |                                |
| 5.   | od 10 lutego 2021                 | bp Pascual Limachi Ortiz                |                                |